# المحباسة (حبيش)

تعديل مصدري - تعديل

المحباسة محلة تابعة لقرية الريسة، التابعة لعزلة بني معين بمديرية حبيش إحدى مديريات محافظة إب في الجمهورية اليمنية، بلغ تعداد سكانها 60 حسب تعداد اليمن لعام 2004.